# Huasampillia scotia
Huasampillia scotia is een hooiwagen uit de familie Gonyleptidae.